# 亚历山大二世号战列舰
“亚历山大二世”号（羅馬化：Imperator Aleksandr II，直译：亚历山大二世）是俄罗斯帝国海军在19世纪80年代建造的一艘亚历山大二世级战列舰。该舰是1905年日俄战争时配属给波罗的海舰队的一艘炮兵训练舰，但并没有随舰队其他舰只一起被派往太平洋。第一次世界大战期间，该舰闲置在喀琅施塔得港，但舰员却积极参与革命运动。1921年4月21日该舰被移交给喀琅施塔得港务局，1922年8月22日被报废出售，同年秋天被拖到德国，但直到1925年11月21日才被除籍。

## 设计描述
“亚历山大二世”号战列舰以俄罗斯皇帝亚历山大二世的名字命名。该舰由圣彼得堡的新海军部造船厂建造，于1885年7月12日开始铺设龙骨，1887年7月13日下水，1891年6月完工，但其试航一直持续到1892年春季。
她长水线长334英尺（101.8），总长346英尺6英寸（105.6），舷宽66英尺11英寸（20.40），吃水深25英尺9英寸（7.85），满载时排水量9,244長噸（9,392公噸），比设计排水量8,440長噸（8,575公噸）超出了800長噸（813公噸）。
“亚历山大二世”号装有两台三缸立式复合蒸汽机，驱动17英尺（5.2）螺旋桨。12座圆柱形锅炉为发动机提供蒸汽。该舰的发动机由波罗的海船厂制造，总设计输出功率为8,500匹指示馬力（6,338千瓦特）。在海试中，该舰被测得发动机实际输出功率8,289匹指示馬力（6,181千瓦特），最高速度达到15.27節（28.28每小時；17.57英里每小時）。此外，舰上可装载967長噸（983公噸）燃煤，以8節（15每小時；9.2英里每小時）航速可续航4,400海里（8,100），而15節（28每小時；17英里每小時）航速下续航仅为1,770海里（3,280）。
亚历山大二世级战舰的主要武器是两门30倍径12英寸（305）奥布霍夫1877型火炮，安装在前方双联炮座上。4门35倍径9英寸（229）奥布霍夫1877型火炮安装在炮廓四角的中心枢轴支架上，舰体侧面内凹增加其前后方的射击角度。8门6英寸（152）1877型35倍径火炮安装在舷侧枢轴支架上。这8门炮中的4门安装在9英寸炮之间，总共可以达到100°的射击角度。其余的则安装在舰体两端，可以直接向舰首或舰尾射击。10门47（1.9英寸）霍奇基斯转轮炮安装在9英寸与6英寸炮之间的舰体炮眼中，用以防御鱼雷艇。4门37（1.5英寸）霍奇基斯转轮炮都被安装在战斗桅楼内。“亚历山大二世”号还装有5具位于水线以上的15英寸（381）鱼雷发射管，舰首柱左右两侧分别安装有一具，两舷侧各装一具，最后一具安装在舰尾。较小型的14英寸（356）鱼雷发射管可能被安装在该舰的四艘快艇上。此外，舰上还可携带36枚水雷。

## 服役历史
“亚历山大二世”号在波罗的海舰队服役，并于1895年6月与巡洋舰“留里克”号一起代表俄罗斯帝国参加了德国基尔运河的开通仪式。同年晚些时候，该舰在维堡湾搁浅，但并未造成严重损伤。1896年8月，“亚历山大二世”号加入地中海舰队。1897年2月，该舰被部署到克里特岛，作为国际分遣舰队的一员执行任务。国际分遣舰队是一支多国部队，由奥匈帝国海军、法国海军、德意志帝国海军、意大利皇家海军、俄罗斯帝国海军与英国皇家海军的舰艇一同组成。目的是干预1897年至1898年克里特岛反抗奥斯曼帝国统治的起义活动。1897年2月21日，该舰与英国战列舰“复仇”号，鱼雷炮舰“森林女神”号，奥匈帝国装甲巡洋舰“皇后和女王玛利亚·特蕾莎”号，以及德国防护巡洋舰“奥古斯塔皇后”号参加了国际分遣舰队的首次行动。在叛乱分子拒绝降下希腊国旗后，国际分遣舰队对位于卡尼亚（现哈尼亚）以东高地的克里特叛乱分子阵地进行了短暂的轰炸。
“亚历山大二世”号于1901年9月返回喀朗施塔得。1903年12月该舰重新装配了锅炉，并在1904年改造作为炮兵训练舰使用。1906年8月，其舰员拒绝镇压康斯坦丁堡叛变的驻军。1907年被分配到炮术训练支队。在第一次世界大战期间，该舰主要停靠在喀朗施塔得，其船员积极参与革命运动。1917年5月被重新命名为“自由之晨”号（Заря Свободы）。1921年4月21日移交给了喀朗施塔得港口管理局，1922年8月22日出售给报废公司以供拆解，并于同年秋天被拖往德国，但直至1925年11月21日才正式从海军名册中除名。
《康威舰船记录》指出，“亚历山大二世”号在1902年至1904年间曾在法国接受改装作业，其鱼雷发射管被移除，并将6英寸和9英寸炮被替换为5门8英寸（200）45倍径炮以及8门6英寸45倍径炮。该舰的旋转火炮也被10门3磅炮所取代。阿尔巴佐夫（Arbazov）证实该舰的鱼雷发射管在这次改造中被拆除，并表示其9英寸炮被5门8英寸炮取代，第五门炮被放置在舰尾，旧的6英寸炮被更新、更强大的型号取代；上甲板上新增了4门47毫米和4门120毫米炮，推测这些是用来取代旧式转轮炮的。

## 脚注

### 出处
1. 1 2  Gardiner (1979)，第178頁.
2. 1 2  张恩东 (2018)，第184頁.
3. ↑  金文杰 (2022)，第25頁.
4. ↑  McLaughlin (2003)，第32, 37頁.
5. ↑  McLaughlin (2003)，第32頁.
6. ↑  McLaughlin (2003)，第32, 36–37, 43頁.
7. ↑  McLaughlin (2003)，第35頁.
8. ↑  McTiernan (2014)，第17頁.
9. ↑  McTiernan, Mick. . mickmctiernan.com. 2012-11-20  [2018-01-17]. （原始内容存档于2018-01-06） （英语）.
10. ↑  McLaughlin (2003)，第37–38頁.
11. ↑  McLaughlin (2003)，第38頁.
12. ↑  Arbazov (1997)，第54, 56頁.

### 拓展阅读
- А.Б. Широкорад. . Морская коллекция. 1997, (2) （俄语）.
- Моисеев С. П. . Воениздат, 1948 （俄语）.
- Чертеж ЭБР. . Ретро-Флот. 1993, (Тверь) （俄语）.